# Paweł Edmund Strzelecki
Paweł Edmund Strzelecki (ur. 20 lipca 1797 w Głuszynie, zm. 6 października 1873 w Londynie) – polski podróżnik, geolog, geograf, badacz i odkrywca. Jako pierwszy Polak indywidualnie okrążył świat w celach naukowych, odwiedził wszystkie kontynenty oprócz Antarktydy.

## Życiorys
Paweł Edmund Strzelecki urodził się w 1797 roku w Głuszynie (obecnie część Poznania) w rodzinie zubożałego szlachcica Franciszka Strzeleckiego herbu Oksza i Anny z Raczyńskich. Był wujem pisarki Narcyzy Żmichowskiej, która poświęciła mu książkę O Pawle Edmundzie Strzeleckim. Jego ojciec, powstaniec kościuszkowski, pochodził prawdopodobnie ze wsi Strzelce Wielkie będącej niegdyś własnością Mikołaja Wątróbki Strzeleckiego, leżącej w widłach Wisły i Sanu na Nizinie Sandomierskiej. Studiował geografię i geologię w Heidelbergu i prawdopodobnie Edynburgu (informacja niezweryfikowana). Sam Paweł Edmund Strzelecki nie miał wyższego wykształcenia, był samoukiem.
W latach 1814–1817 Paweł Edmund Strzelecki przebywał w Krakowie, który na początku jego pobytu należał do znajdującego się już pod okupacją rosyjską Księstwa Warszawskiego, a od 1815 roku stanowił formalnie niezależny byt zwany Rzecząpospolitą Krakowską. W 1817 roku odnalazł go tam brat Piotr, który powrócił właśnie z niewoli austriackiej, gdzie trafił jako żołnierz armii Księstwa Warszawskiego. Bracia wrócili razem do Wielkopolski, która znowu przypadła pruskiemu zaborcy, do Skubarczewa, gdzie mieszkała ich siostra Izabela z mężem, Józefem Słupskim. Strzelecki przypuszczalnie później jeszcze odwiedził Kraków, ponieważ zachował w pamięci Kopiec Kościuszki, który usypano w latach 1820–1823. Niedługo po powrocie rodzina wysłała go do wojska pruskiego na służbę w 6. Pułku Ułanów, gdzie osiągnął stopień podchorążego, ale po roku zrezygnował i wrócił do domu siostry.
Zakochał się w Aleksandrze Turno, zwanej Adyną, lecz jej ojciec odmówił mu jej ręki. Strzelecki kochał ją przez wiele lat i jeszcze długo pisał do niej listy. Z tego, co wiadomo, obydwoje nie zawarli małżeństw.
Od dzieciństwa marzył o podróżach. Celem jego pierwszych wypraw, sfinansowanych prawdopodobnie spadkiem po zmarłych rodzicach, była zachodnia Europa: Austria, Czechy, Szwajcaria, Włochy i Dalmacja. We Włoszech poznał magnata Franciszka Sapiehę, który powierzył mu zarządzanie swoim wielkim majątkiem Bychowiec pod Mohylewem. Strzelecki wykonywał tę pracę ponoć znakomicie, zbierając w ten sposób kapitał na zamierzone podróże. Zmarły w 1829 roku książę Sapieha pozostawił podróżnikowi w spadku ogromną kwotę, która pozwoliła na sfinansowanie późniejszych wypraw.

### Podróże i odkrycia
W 1829 Strzelecki opuścił Polskę. W latach 1830–1831 przebywał prawdopodobnie we Francji, a od listopada 1831 do czerwca 1834 mieszkał w Wielkiej Brytanii. Niektóre źródła podają, że to nieszczęśliwy finał romansu z Adyną, a zwłaszcza ich nieudana wspólna ucieczka (która może być jedynie legendą), skłoniły Strzeleckiego do wyjazdu z kraju.
W 1834 wyruszył z Liverpoolu w 9-letnią podróż dookoła Ziemi. Wszystkie koszty pokrywał z własnej kieszeni. W trakcie tej podróży:
- 1834–1835 prowadził wielotematyczne badania przyrodnicze w Ameryce Północnej (Appalachy, Floryda, Meksyk). Najważniejsze odkrycia z tego okresu to odkrycie eksploatowanego do dziś złoża rud miedzi w Kanadzie (nad jeziorem Ontario). Dalsza trasa wiodła przez Meksyk, Kubę i Brazylię, Urugwaj i Argentynę, aż do Chile. W Ameryce Południowej badał tamtejsze wulkany i złoża surowców mineralnych (Argentyna, Peru, Ekwador).
- W 1836 prowadził badania geologiczne i obserwacje meteorologiczne w Ameryce Południowej (Brazylia, Urugwaj, Chile).
- W roku 1838 kontynuował badania na Hawajach i wyspach Polinezji.
- Lata 1839–1843 to okres eksploracji Australii, Nowej Zelandii i Tasmanii[1][5].

Podczas pobytu w Australii zbadał najwyższe pasmo górskie tego kontynentu – Wielkie Góry Wododziałowe, a jego najwyższy szczyt, na którym stanął 12 marca 1840 roku, nazwał na cześć przywódcy insurekcji z 1794 roku Górą Kościuszki (Mount Kosciuszko). (Inny szczyt otrzymał imię jego ukochanej – Mount Adine – jednak nie ma pewności który, bo nazwa się nie przyjęła).
Strzelecki zapisał się również odkryciem krainy Gippsland nazwanej tak przez niego na cześć ówczesnego gubernatora Nowej Południowej Walii George’a Gippsa (obecnie główny australijski region hodowli bydła), a także odkryciem doliny Latrobe (nazwanej tak dla uczczenia wicegubernatora Charlesa La Trobe’a), gdzie znajdują się jedne z największych na świecie pokłady węgla brunatnego, ropy naftowej i złota.
Strzelecki opracował też szczegółową i pierwszą tak dokładną mapę geologiczną Nowej Południowej Walii i Tasmanii. Podczas swych poszukiwań geologicznych Polak odkrył i opisał kilka pokładów węgla, ponadto w okręgu Sorell koło Asbestos Range (obecnie Narawntapu) znalazł pokłady miedzi i złotonośnego kwarcu.
Kłopoty ze zdrowiem sprawiły, że w październiku 1843 powrócił do Europy, gdzie dwa lata później wydał w Londynie pierwsze monumentalne opracowanie naukowe o Australii: Fizyczny opis Nowej Południowej Walii i Ziemi van Diemena. Dzieło Strzeleckiego, zawierające wyniki jego badań geologicznych, mineralogicznych, etnograficznych, a także informacje o klimacie, rolnictwie, faunie, florze i kolonialnej historii Australii oraz Tasmanii, przez prawie pół wieku było niezastąpionym źródłem wiedzy o tamtej części świata.
W 1845 roku podróżnik przyjął obywatelstwo brytyjskie i odtąd podpisywał się „Paul Edmund de Strzelecki”. Rok później otrzymał za swą książkę Złoty Medal od Royal Geographical Society. W 1853 został członkiem The Royal Society of London.

### Działalność w Irlandii
Strzelecki był pełnomocnikiem, a potem dyrektorem wykonawczym Brytyjskiego Stowarzyszenia Pomocy (The British Association for the Relief of Distress in Ireland and the Highlands of Scotland), założonego przez grupę arystokratów, bankierów i filantropów, które w czasie Wielkiego Głodu niosło pomoc głodującym w Irlandii. Stowarzyszenie to, powstałe z inicjatywy barona Lionela de Rothschild i współpracujące z rządem brytyjskim, otrzymało dotacje i wsparcie od wielu znanych polityków i rodziny królewskiej, w tym królowej Wiktorii w sumie ok. 500 tysięcy funtów. Brytyjski rząd uznał ze względu na wzajemną wrogość, Irlandczycy będą bardziej ufać członkowi elity brytyjskiej, który jest Polakiem i katolikiem. Paweł Strzelecki został dysponentem funduszu w Irlandii i na początku stycznia 1847 udał się do Dublina, skąd wyruszył na północ do hrabstw Mayo, Sligo i Donegal.
W odróżnieniu od innych agentów Strzelecki skupił się na dożywianiu i niesieniu pomocy materialnej dzieciom, a nie dorosłym. Zjednał sobie zarówno duchowieństwo protestanckie, jak i katolickie, które odtąd pomagać miały dzieciom niezależnie od ich wyznania. Polak wykazał się przy tym talentem organizacyjnym i po pół roku mianowano go superintendentem Generalnej Agencji z siedzibą w Dublinie. Miał pod sobą czterdziestu urzędników samorządu, których zadaniem było nadzorowanie wykonywania zarządzeń w prowincjach. W szczytowym okresie, w połowie 1848 roku, program żywienia w szkołach objął ponad 200 tysięcy dzieci. Za swoje zasługi Paweł Edmund Strzelecki został wpisany do galerii bohaterów narodowych Irlandii.

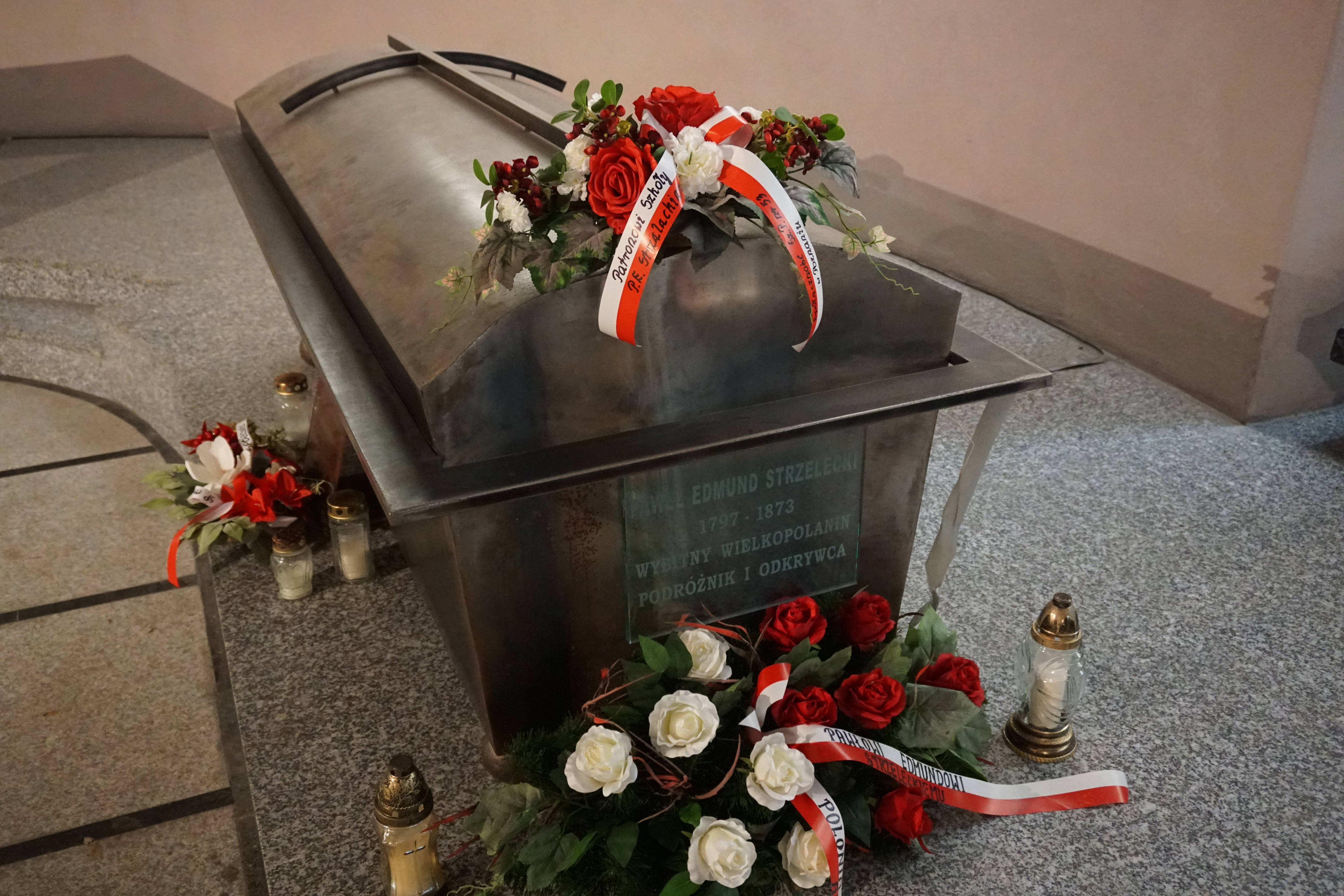
Trumna z prochami Pawła Edmunda Strzeleckiego w Krypcie Zasłużonych Wielkopolan

Strzelecki zmarł w 1873 w Londynie na raka wątrobowokomórkowego i został pochowany na cmentarzu Kensal Green. Podczas bombardowania Londynu w 1940 niemiecka bomba zniszczyła jego grób. W odpowiedzi na to, grono przyjaciół Polski stworzyło The Strzelecki Committee, dla odrestaurowania grobu i upamiętnienia postaci Polaka. Główną rolę odegrał irlandzki pisarz Shane Leslie, ale brali w nim udział Brytyjczycy i Australijczycy. W 1997 jego prochy sprowadzono do Polski i złożono w Krypcie Zasłużonych Wielkopolan w podziemiach kościoła św. Wojciecha w Poznaniu.

## Odznaczenia i wyróżnienia
Jako zasłużony podróżnik i odkrywca został uhonorowany wysokimi odznaczeniami oraz medalami angielskimi.
- 1846: Royal Geographical Society przyznało mu Gold Founder’s Medal (Złoty Medal Odkrywców).
- 1849: został uhonorowany, jako jeden z pierwszych cywili, Orderem Łaźni
- 1860: Uniwersytet Oksfordzki przyznał mu honorowy doktorat prawa cywilnego.
- 1869: królowa Wiktoria nadała mu tytuł Rycerza Komandora Orderu św. Michała i św. Jerzego.

## Dzieła
- Physical description of New South Wales and Van Diemen's Land (1845[11], wydanie polskie w przekładzie Jana Flisa Nowa Południowa Walia, 1958[12])
- Pisma wybrane (1960)[13]

## Upamiętnienie

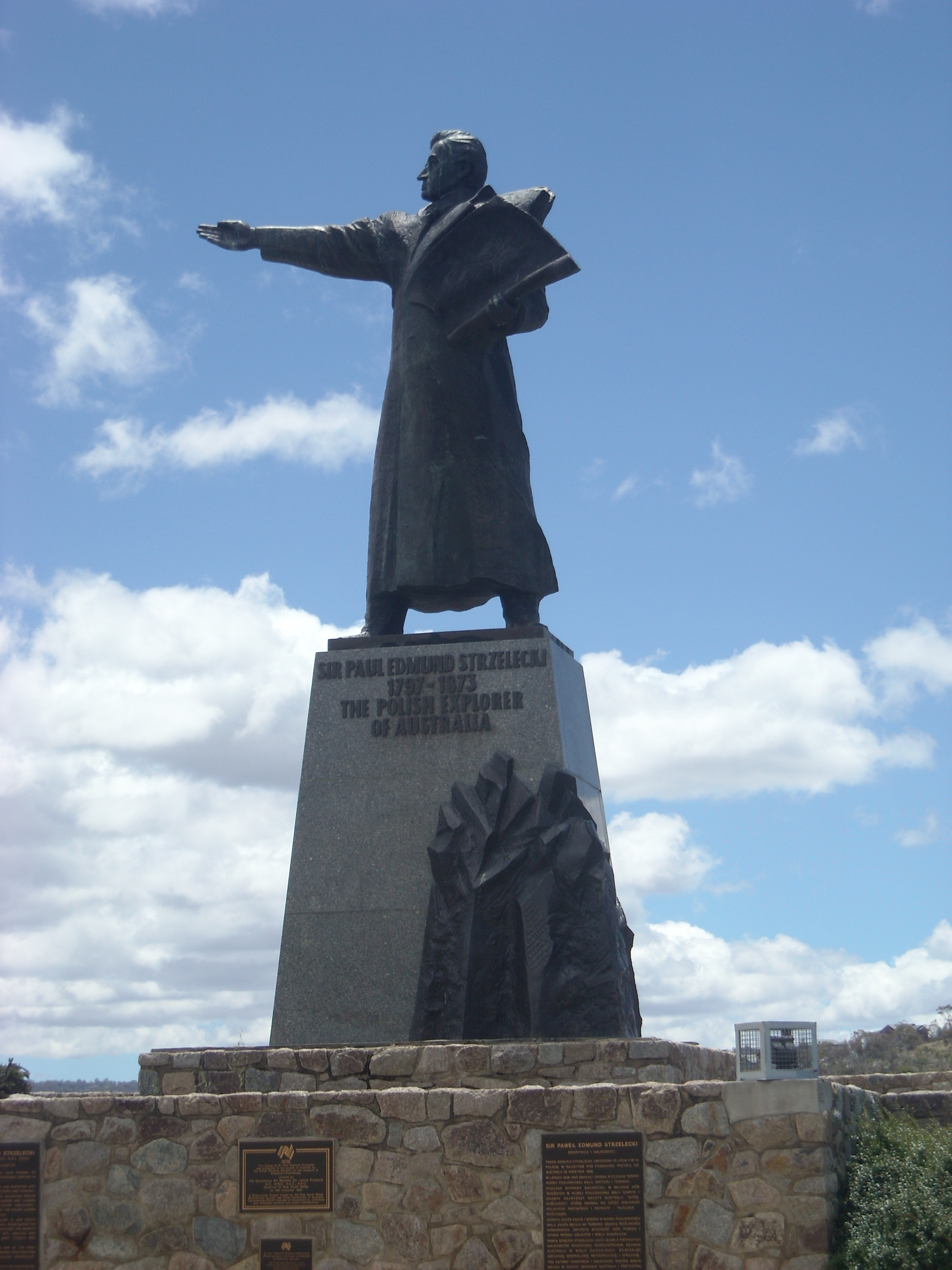
Pomnik Pawła Edmunda Strzeleckiego w Jindabyne wykonany przez rzeźbiarza Jerzego Sobocińskiego w 1988 roku

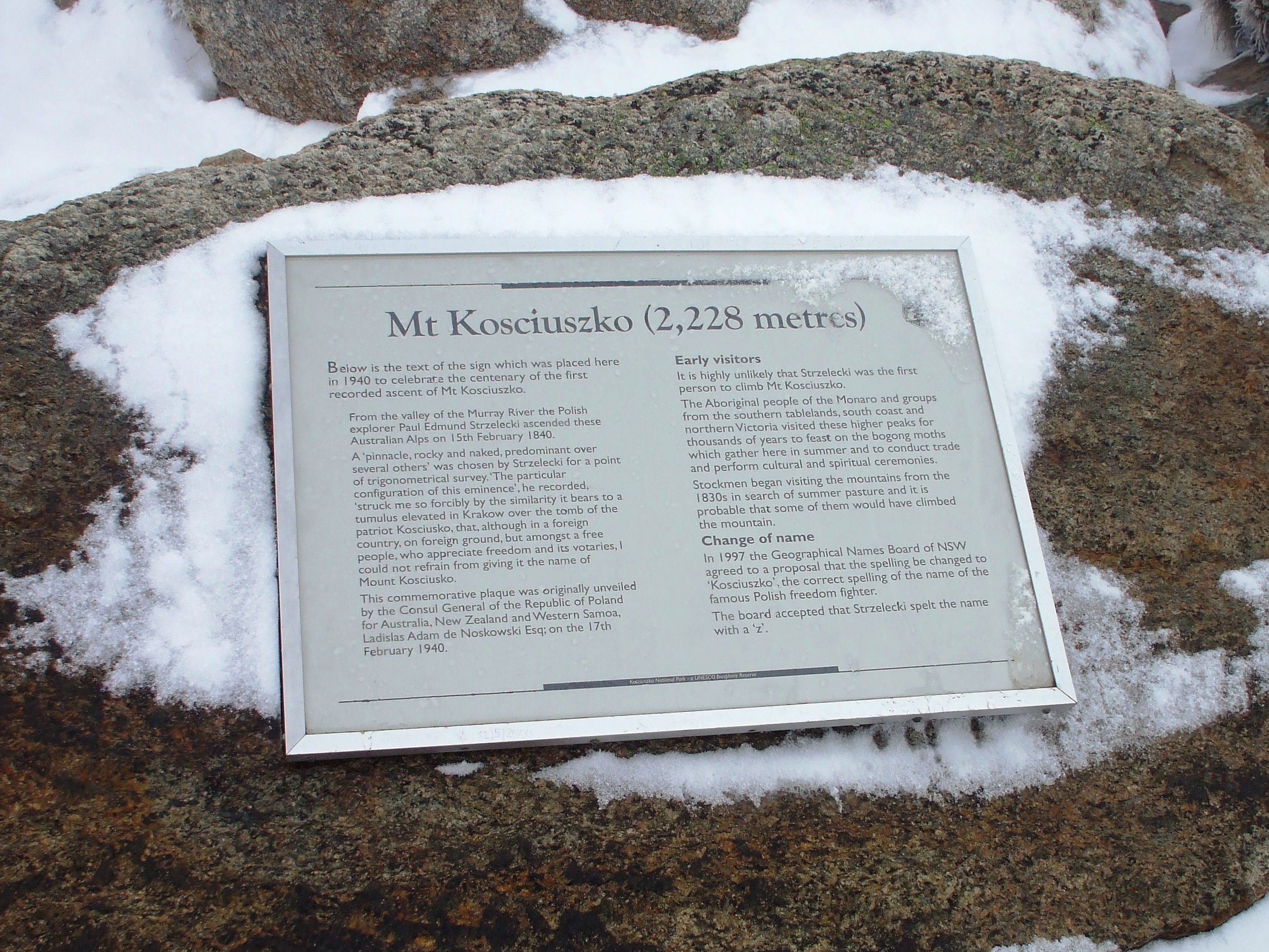
Tablica na szczycie Góry Kościuszki upamiętniająca zdobycie jej przez Strzeleckiego

Jego nazwiskiem nazwano w Australii ponad 20 miejsc. Są to m.in. pasmo górskie, 2 szczyty, jezioro, rzeka, miasteczko:
- Góry Strzeleckiego (Strzelecki Ranges) – Wiktoria,
- Góra Strzeleckiego (Mount Strzelecki) – 636 m n.p.m. – Terytorium Północne,
- Góra Strzeleckiego (Strzelecki Peak) – 756 m n.p.m. – Wyspa Flindersa,
- Rzeka Strzeleckiego (Strzelecki Creek) – 190 km dł. Australia Południowa,
- Pustynia Strzeleckiego (Strzelecki Desert) – na zachód od jeziora Eyre,
- Rezerwat Przyrody Strzeleckiego (Strzelecki Regional Reserve) w obszarze Pustyni Strzeleckiego,
- w północnej Kanadzie – Zatoka Strzeleckiego,
- patron 305 Krakowskiej Drużyny Harcerzy „Odkrywcy Nieznanych Szlaków”,
- patron 26 Łódzkiej Drużyny Harcerzy,
- patron III Szczepu Harcerskiego z Siemianowic,
- patron 31 Drużyny Harcerzy z Doncaster
- patron Szkoły Podstawowej nr 53 w Poznaniu, nadany w 1960 roku dzięki długim staraniom pierwszego powojennego kierownika szkoły Pana Czesława Grześkowiaka.
- patron Szkoły Podstawowej z Oddziałami Integracyjnymi nr 154 w Warszawie,
- pomnik Pawła Edmunda Strzeleckiego na Łazarzu w Poznaniu – miniatura pomnika z Jindabyne w Australii,
- pomnik Pawła Edmunda Strzeleckiego w Poznaniu,

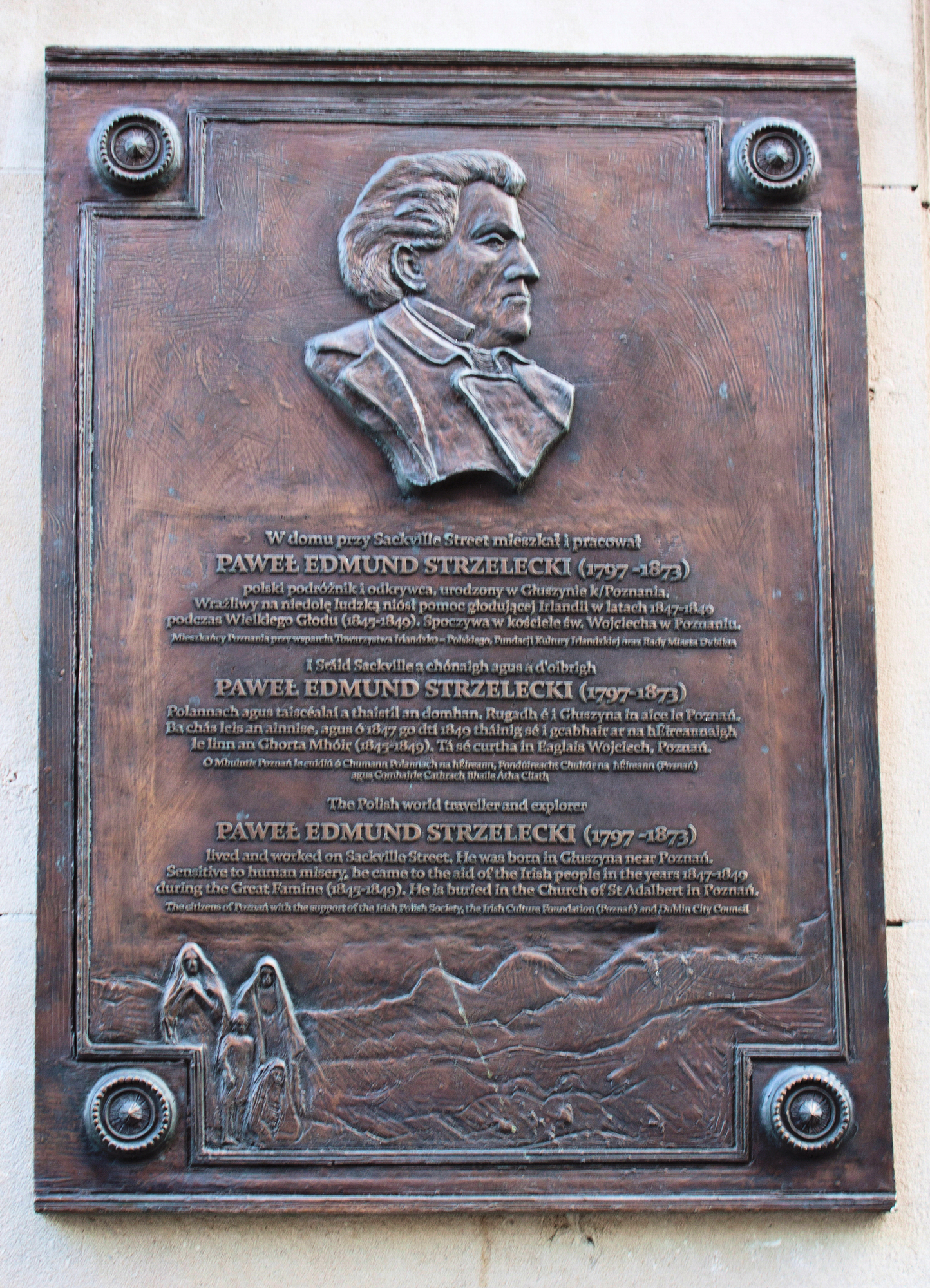
Tablica upamiętniająca P.E.Strzeleckiego, Dublin 14-16 Sackville Pl.

- Tablica upamiętniająca P.E.Strzeleckiego, Dublin 14-16 Sackville Pl.w 1997 Narodowy Bank Polski wyemitował komplet monet upamiętniający dwusetną rocznicę urodzin Strzeleckiego,
- imieniem Strzeleckiego nazwano jeden z gatunków eukaliptusa – Eucalyptus strzeleckii[15],
- na południowy wschód od Melbourne występuje populacja koali o nazwie „Strzelecki koala”[16].

W 2002 w Perth, stolicy stanu Australia Zachodnia powstała organizacja polonijna Mt. Kosciuszko Inc, której celem jest przybliżenie zarówno postaci Pawła Edmunda Strzeleckiego, jak i jego osiągnięć w dziedzinie odkryć geograficznych na terenie Australii. Jest też jednym ze sponsorów ogólnoaustralijskiego konkursu pod nazwą National History Challenge.
W 2004 zorganizowana została wyprawa śladami Strzeleckiego, w której uczestniczyli polscy dziennikarze i podróżnicy – Marek Tomalik i Piotr Trybalski. W ciągu dwóch miesięcy jej uczestnicy przejechali ponad 15 tys. kilometrów w poszukiwaniu nazw i miejsc związanych z tym słynnym Polakiem. Reportaż z wyprawy został opublikowany w polskiej edycji magazynu National Geographic (marzec 2005).
W 2007 roku w Sydney powstała grupa polonijna Kosciuszko Heritage Inc., która podjęła się skoordynowania spraw Góry Kościuszki, jej historii oraz relacji z tradycyjnymi kustoszami Monero-Ngarigo, z Narodowym Parkiem Kosciuszki, jak też promocji Tadeusza Kościuszki i Edmunda Strzeleckiego, wartości przez nich głoszonych oraz pozostawionego dziedzictwa.
W 2008 roku rząd irlandzki powołał do życia komitet dla upamiętnienia tragedii i ofiar Wielkiego Głodu, a także bohaterów, takich jak Paweł Edmund Strzelecki, niosących pomoc mieszkańcom wyspy (The National Famine Commemoration Committee).
W 2015 odsłonięto w Dublinie, przy 14-16 Sackville Pl. (dawny budynek Clerys) tablicę pamiątkową ku czci Strzeleckiego. Jako fundatorzy wymienieni zostali mieszkańcy Poznania, Towarzystwo Irlandzko-Polskie, Fundacja Kultury Irlandzkiej oraz Rada Miasta Dublina.
W 2019 w Dublinie otwarta została wystawa upamiętniająca działalność Strzeleckiego podczas Wielkiego Głodu „A Forgotten Polish Hero of the Great Irish Famine: Paul Strzelecki’s Struggle to Save Thousands”
Dzięki staraniom Rady osiedla Głuszyna w Poznaniu, powstał Park im. Pawła Edmunda Strzeleckiego wraz z tablicami informującymi, o historii tego miejsca
Upamiętnienie w filatelistyce:
- Poczta Australii stosowała 10 grudnia 1973 okolicznościowy datownik w urzędzie na Górze Kościuszki,
- z inicjatywy Związku Polskich Filatelistów w Australii wydano kartę pocztową za 7 centów (1973),
- Poczta Polska wydała w 30 listopada 1973 znaczek o nominale 1 zł w nakładzie ponad 6 milionów egzemplarzy – projektantem był T. Michalak[23].

Uchwałą Sejmu RP IX kadencji z 22 lipca 2022 zdecydowano o ustanowieniu roku 2023 Rokiem Pawła Edmunda Strzeleckiego. Patronowi roku 2023 poświęcono wydanie specjalne „Kroniki Sejmowej”.
W celu upamiętnienia Pawła Edmunda Strzeleckiego 12 czerwca 2023 r. nadano nazwę „Strzelecki” pociągowi PKP Intercity kursującemu z Warszawy do Zielonej Góry i Gorzowa Wlkp. przez Poznań.